# 21e étape secteur a du Tour de France 1974
La 21e étape (a) du Tour de France 1974  est une demi-étape qui a eu lieu le 20 juillet 1974 entre Vouvray et Orléans, en France, sur une distance de 112,5 km. Elle a été remportée par le Belge Eddy Merckx qui conserve le maillot jaune.

## Classement de l'étape
| \| Classement de l'étape \| Classement de l'étape \| Classement de l'étape \| Classement de l'étape \| Classement de l'étape \| \| Coureur \| Coureur \| Pays \| Équipe \| Temps \| \| --------------------- \| --------------------- \| --------------------- \| ---------------------- \| --------------------- \| \| 1er \| Eddy Merckx \| Belgique \| Molteni \| 2 h 19 min 05 s \| \| 2e \| Patrick Sercu \| Belgique \| Brooklyn \| + 1 min 25 s \| \| 3e \| Barry Hoban \| Royaume-Uni \| Gan-Mercier-Hutchinson \| + 1 min 25 s \| |               |             |                        |                 |
| |               |             |                        |                 |
| Sources : ProCyclingStats Cycling Archives |               |             |                        |                 |
| Classement de l'étape |               |             |                        |                 |
| Coureur | Coureur       | Pays        | Équipe                 | Temps           |
| 1er | Eddy Merckx   | Belgique    | Molteni                | 2 h 19 min 05 s |
| 2e | Patrick Sercu | Belgique    | Brooklyn               | + 1 min 25 s    |
| 3e | Barry Hoban   | Royaume-Uni | Gan-Mercier-Hutchinson | + 1 min 25 s    |

## Classements à l'issue de l'étape

### Classement général
| \| Classement général \| Classement général \| Classement général \| Classement général \| Classement général \| \| Coureur \| Coureur \| Pays \| Équipe \| Temps \| \| ------------------ \| ------------------ \| ------------------ \| ------------------ \| ------------------ \| \| 1er \| Eddy Merckx \| Belgique \| Molteni \| \| |             |          |         |       |
| |             |          |         |       |
| Sources : ProCyclingStats Cycling Archives |             |          |         |       |
| Classement général |             |          |         |       |
| Coureur | Coureur     | Pays     | Équipe  | Temps |
| 1er | Eddy Merckx | Belgique | Molteni |       |